# 10653 Witsen
10653 Witsen è un asteroide della fascia principale. Scoperto nel 1960, presenta un'orbita caratterizzata da un semiasse maggiore pari a 3,6648092 UA e da un'eccentricità di 0,0114528, inclinata di 3,30161° rispetto all'eclittica. È dedicato al diplomatico, scrittore e cartografo olandese Nicolaes Witsen.